# الکساندر بیر
الکساندر بیر (انگلیسی: Alexander Beyer؛ زادهٔ ۲۴ ژوئن ۱۹۷۳) بازیگر اهل آلمان است. وی از سال ۱۹۹۷ میلادی تاکنون مشغول فعالیت بوده‌است.
از فیلم‌ها یا برنامه‌های تلویزیونی که وی در آن نقش داشته است می‌توان به مونیخ، خداحافظ لنین، معجزه در سنت آنا، حمله به لنینگراد، جنگ و صلح، دالی‌لند و طبقهٔ پنجم اشاره کرد.